# Микелайни, Дэвид
Дэ́вид Микела́йни (англ. David Michelinie, английское произношение: [ˌmɪkəˈlaɪni]; 6 мая 1948, США) — американский писатель комиксов, наиболее известный как автор сценариев к комиксам компании Marvel Comics The Amazing Spider-Man и Iron Man, а также к серии комиксов Action Comics о Супермене компании DC Comics. Среди созданных им персонажей — Веном, Карнаж, Человек-муравей (Скотт Лэнг) и Воитель.

## Начало карьеры
Дэвид Микелайни вырос в Луисвилле (штат Кентукки), и работал в компании по производству коммерческих фильмов, прежде чем переехал в Нью-Йорк, чтобы принять участие в программе стажировки, начатой компанией DC Comics.
Некоторые из самых ранних работ Микелайни появились в DC Comics, а именно House of Secrets и в серии Болотная тварь (#14-18 и #21-22). Микелайни и художник Эрни Чан создали Когтя в 1975 году. Микелайни провёл серию работ об Аквамене в Adventure Comics, которая привела к возрождению собственного титула Морского короля в 1977 году. В истории про Аквамена из Adventure Comics #452 Чёрная Манта убил Артура Карри-младшего, сына Аквамена, с помощью удушения. С тех пор смерть младенца повлияла на характер персонажа. Во время написания серии Каратэ-пацан Микелайни использовал в качестве псевдонима имя «Барри Джеймсон». Микелайни и художник Эд Дэвис создали Могильщика в комиксе Герои войны #1 (август 1977). Звёздные охотники, созданные Микелайни вместе с редактором Джо Орландо и художником Доном Ньютоном, дебютировали в DC Super Stars #16 (сентябрь-октябрь 1977) и были представлены в собственной короткой серии. Оригинальная сюжетная линия для Мадам Ксанаду в комиксе Дверь в неизвестность #1 (февраль 1978) была разработана Микелайни и Вэлом Майериком.

## Marvel Comics
Среди наиболее известных работ Дэвида Микелайни — его два выпуска комикса Iron Man с соавтором Бобом Лейтоном в конце 1970-х и начале 1980-х годов, в которых были представлены серьёзные проблемы героя с алкоголизмом и его специализированные варианты экзоскелета. Он представил двух ближайших товарищей Старка, Бетани Кейб и Джима Роудса, а также врагов — Джастина Хаммера и Доктора Дума. Самым заметным его клиффхэнгером был момент, когда Тони Старка выбросило из геликарриера Щ.И.Т.а, и ему пришлось полностью облачиться в броню и использовать функцию полёта, чтобы не упасть на землю. После ухода с сайта в 1981 году, Микелайни воссоединился с Лейтоном над книгой в конце 1986 года, и вместе с художником М. Д. Брайтом завершил предыдущую серию Авангардные идеи механики (АИМ) писателя Денниса О’Нила и начал создавать Войны в доспехах; в это время Микелайни Лейтон представили Призрака. Микелайни снова покинул комиксы Iron Man после выпуска #250, завершив своё второе сотрудничество с Лейтоном продолжением эпизода о путешествии во времени Железного человека и Доктора Дума из выпусков #149-150.
Микелайни был одним из сценаристов комиксов Мстители с 1978 по 1982 год и работал с художниками Джоном Бирном и Джорджем Пересом. В это время он вместе с Бирном создал Скотта Лэнга в комиксе Мстители #181 (март 1979), и вместе с Пересом создал Таскмастера в комиксе Мстители #195 (май 1980).
С 1987 по 1994 год Микелайни писал серию The Amazing Spider-Man, с которой также работали Тодд Макфарлейн, Эрик Ларсен и Марк Багли, а также ввёл таких суперзлодеев, как Веном (The Amazing Spider-Man #298) и Карнаж (The Amazing Spider-Man #361). Микелайни планировал представить Венома раньше и включил «тизерную» сцену в Web of Spider-Man #18, в которой Питер Паркер был атакован Веномом, находящимся за кадром, на путь встречного поезда, при этом симбиот был не восприимчив к «паучьему чутью» Человека-паука, которое обычно предупреждает его об атаке. Вскоре после этого Микелайни покинул Web of Spider-Man и не смог продолжить введение Венома до тех пор, пока не стал писать The Amazing Spider-Man.
Дэвид Микелайни является вторым по продолжительности сценаристом серии комиксов The Amazing Spider-Man после Стэна Ли.
Микелайни также написал ограниченную серию Веном: Смертоносный защитник в 1993 году, где Веном стал главным героем и впервые выступил в роли антигероя, а не суперзлодея.

## Valiant, возвращение в DC и Future Comics
В начале 1990-х годов Дэвид Микелайни работал в Valiant Comics над изданиями Рай, Корпус Х.А.Р.Д., Turok: Dinosaur Hunter и Магнус, истребитель роботов.

### DC Comics
- Action Comics #702-722, 724—736, #0, Annual #7-9 (1994—1997)
- Adventure Comics #441, 443, 445, 450—452 (Аквамен), #456-458 (Супербой) (1975—1978)
- Aquaman #57-61 (1977—1978)
- Army at War #1 (1978)
- Cancelled Comic Calvacade #1 (Коготь) (1978)
- Claw the Unconquered #1-12 (1975—1978)
- DC Comics Presents #3 (Супермен и Адам Стрэндж) (1978)
- DC Super Stars #16 (Звёздные охотники) (1977)
- DC Universe Holiday Bash #1 (1997)
- Doorway to Nightmare #1 (1978)
- Hercules Unbound #7-9 (1976—1977)
- House of Mystery #224, 232, 235, 238, 248, 252, 257—259, 263, 286—287 (1974—1980)
- House of Secrets #116, 122, 126—127, 130, 147 (1974—1977)
- Jonah Hex #13-15 (1978)
- Justice League Task Force #1-3 (1993)
- Karate Kid #2-10 (1976—1977)
- Legion: Science Police #1-4 (1998)
- Men of War #1-4 (1977—1978)
- Phantom Stranger #35-36 (1975)
- Plop! #7-8, 19 (1974—1976)
- Secrets of Haunted House #5 (1975)
- Sgt. Rock #311, 315 (1977—1978)
- Shadowdragon Annual #1 (1995)
- Starfire #1-2 (1976)
- Star Hunters #1-7 (1977—1978)
- Star Spangled War Stories #183-192, 194—203 (Неизвестный солдат) (1974—1977)
- Steel #17-19 (1995)
- Superman Annual #8 (1996)
- Superman Adventures #32, 44, Special #1 (1998—2000)
- Superman’s Nemesis: Lex Luthor #1-4 (1999)
- Superman: The Wedding Album #1 (1996)
- Superman vs. Predator #1-4 (2000)
- Swamp Thing #14-18, 21-22 (1975—1976)
- Tales of Ghost Castle #1 (1975)
- Unknown Soldier #254-256 (1981)
- Weird Mystery Tales #15-16 (1974—1975)
- Weird War Tales #30, 72 (1974—1979)
- Wonder Woman #218 (консультант по сценарию Мартина Паско) (1975)

### Marvel Comics
- The Amazing Spider-Man #205, 290—292, 296—352, 359—388, Annual #21-26, 28, Annual '95, Super Special #1 (1980, 1987—1995)
- The Avengers #173, 175—176, 181—187, 189, 191—205, 221, 223, 340 (1978—1982, 1991)
- The Bozz Chronicles #1-6 (1985—1986)
- Captain America #258-259, Annual #5 (1981)
- Daredevil #167 (1980)
- Doctor Strange #46 (1981)
- Further Adventures of Indiana Jones #4-18, 20-22, 26-27 (1983—1985)
- Hero #1-6 (1990)
- The Incredible Hulk #232 (1979)
- Indiana Jones and the Last Crusade #1-4 (1989)
- Indiana Jones and the Temple of Doom #1-3 (1984)
- Iron Man #116-157, 215—250, Annual #9-10 (1978—1982, 1987—1989)
- Iron Man #258.1-258.4 (2013)
- Iron Man: Bad Blood #1-4 (2000)
- Iron Man: Legacy of Doom #1-4 (2008)
- Iron Man: The End #1 (2009)
- Krull #1-2 (1983)
- Marvel Fanfare #4 (1982)
- Marvel Graphic Novel #16-17, 27 (1985—1987)
- Marvel Premiere #47-48, 55-56 (1979—1980)
- Marvel Super-Heroes #5, 14 (1991—1993)
- Marvel Super Special #28, 30 (1983—1984)
- Marvel Team-Up #103, 108, 110, 136, 142—143 (1981—1984)
- Marvel Two-in-One #76, 78, 97-98, Annual #4 (1979—1983)
- Mother Theresa of Calcutta (1984)
- Pro Action Magazine #1 (Человек-паук) (1994)
- Psi-Force #7 (1987)
- Questprobe #3 (1985)
- The Spectacular Spider-Man #173-175, 220, Annual #11-12, Super Special #1 (1991—1995)
- Spider-Man #35, Super Special #1 (1993—1995)
- Spider-Man: The Bug Stops Here #1 (1994)
- Star Wars #51-52, 55-69, 78, Annual #2 (1981—1983)
- Thundercats #1-6 (1985—1986)
- Toxic Crusaders #8 (1992)
- Venom #150, Annual #1 (2017—2018)
- Venom vol. 4 #25 (2020)
- Venom: Lethal Protector #1-6 (1993)
- Venom: Lethal Protector vol. 2 #1-5 (2022)
- Venom Super Special #1 (1995)
- Web of Spider-Man #8-9, 14-20, 23-24, 70, Annual #7-8, Super Special #1 (1985—1995)
- What If #38 (1983)
- What If vol. 2 #85 (1996)
- What If? Iron Man: Demon in an Armor (2011)
- Wonder Man #1 (1986)

### Warren Publishing
- Creepy #84 (1976)
- Eerie #81 (с Луизой Симмонсон) (1977)

### Valiant Comics
- H.A.R.D. Corps #1-16 (1992—1994)
- Magnus, Robot Fighter #11, 18-19 (1992)
- Rai #1-8 (1992)
- Secrets of the Valiant Universe #1 (1994)
- Turok: Dinosaur Hunter #1-3 (1993)

### Image Comics и Valiant Comics
- Deathmate Yellow #1 (1993)

### Future Comics
- Death Mask #1-3 (2003)
- Freemind #0-7 (2002—2003)
- Metallix #0-6, Free Comic Book Day #1 (2002—2003)

### Moonstone
- Kolchak Tales: The Frankenstein Agenda #1-3 (2007)
- The Phantom: Ghost Who Walks #1-4 (консультант Майка Баллока) (2009)